# Diocesi di Dundo
La diocesi di Dundo (in latino Dioecesis Dundensis) è una sede della Chiesa cattolica in Angola suffraganea dell'arcidiocesi di Saurimo. Nel 2023 contava 441.475 battezzati su 962.197 abitanti. È retta dal vescovo Estanislau Marques Chindekasse, S.V.D.

## Territorio
La diocesi comprende la provincia di Lunda Nord in Angola.
Sede vescovile è la città di Dundo, dove si trova la cattedrale di Nostra Signora dell'Immacolata Concezione.
Il territorio è suddiviso in 11 parrocchie.

## Storia
La diocesi è stata eretta il 9 novembre 2001 con la bolla Angoliae evangelizandae di papa Giovanni Paolo II, ricavandone il territorio dalla diocesi di Saurimo (oggi arcidiocesi). Originariamente era suffraganea dell'arcidiocesi di Luanda.
Il 12 aprile 2011 è entrata a far parte della provincia ecclesiastica dell'arcidiocesi di Saurimo.

## Cronotassi dei vescovi
Si omettono i periodi di sede vacante non superiori ai 2 anni o non storicamente accertati.
- Joaquim Ferreira Lopes, O.F.M.Cap. (9 novembre 2001 - 6 giugno 2007 nominato vescovo di Viana)
- José Manuel Imbamba (6 ottobre 2008 - 12 aprile 2011 nominato arcivescovo di Saurimo)
- Estanislau Marques Chindekasse, S.V.D., dal 22 dicembre 2012

## Statistiche
La diocesi nel 2023 su una popolazione di 962.197 persone contava 441.475 battezzati, corrispondenti al 45,9% del totale.
| anno | popolazione | popolazione | popolazione | presbiteri | presbiteri | presbiteri | presbiteri                | diaconi | religiosi | religiosi | parrocchie |
| anno | battezzati  | totale      | %           | numero     | secolari   | regolari   | battezzati per presbitero | diaconi | uomini    | donne     | parrocchie |
| ---- | ----------- | ----------- | ----------- | ---------- | ---------- | ---------- | ------------------------- | ------- | --------- | --------- | ---------- |
| 2001 | 70.000      | 700.000     | 10,0        | 7          | 2          | 5          | 10.000                    |         | 5         | 9         | 1          |
| 2002 | 70.000      | 700.000     | 10,0        | 5          |            | 5          | 14.000                    |         | 6         | 10        | 1          |
| 2003 | 71.000      | 701.000     | 10,1        | 5          | 1          | 4          | 14.200                    |         | 6         | 13        | 2          |
| 2004 | 71.000      | 701.000     | 10,1        | 6          | 1          | 5          | 11.833                    |         | 6         | 13        | 4          |
| 2006 | 200.000     | 746.000     | 26,8        | 6          | 1          | 5          | 33.333                    |         | 6         | 16        | 5          |
| 2013 | 350.099     | 849.000     | 41,2        | 10         | 3          | 7          | 35.009                    |         | 7         | 17        | 9          |
| 2016 | 366.700     | 800.000     | 45,8        | 16         | 7          | 9          | 22.918                    |         | 13        | 26        | 10         |
| 2019 | 401.000     | 873.300     | 45,9        | 16         | 6          | 10         | 25.062                    |         | 11        | 25        | 11         |
| 2021 | 425.865     | 928.168     | 45,9        | 13         | 5          | 8          | 32.758                    |         | 8         | 18        | 10         |
| 2023 | 441.475     | 962.197     | 45,9        | 20         | 9          | 11         | 22.073                    |         | 11        | 19        | 11         |